# Cầu kính Bạch Long
Cầu kính Bạch Long là một cầu đi bộ sàn kính nằm trong khuôn viên khu du lịch Mộc Châu Island, thuộc  xã Mường Sang, thị xã Mộc Châu, tỉnh Sơn La. Được khởi công xây dựng vào năm 2021 với tổng vốn đầu tư 773 tỉ đồng, cầu mở cửa đón khách ngày 29 tháng 4 năm 2022 và được coi là cầu kính dài nhất thế giới vào thời điểm khánh thành. Đây là chiếc cầu kính thứ ba hoàn thành ở Việt Nam sau cầu kính Tình Yêu (Sơn La) và cầu kính Rồng Mây (Lai Châu).

## Thông số kĩ thuật
Cầu kính Bạch Long được xây dựng tại quần thể du lịch, nghỉ dưỡng thuộc xã Mường Sang, huyện Mộc Châu, tỉnh Sơn La. Dự án xây dựng công trình cầu được đầu tư vào tháng 2 năm 2020 với tổng vốn 773 tỷ đồng, khởi công xây dựng đầu năm 2021. Cầu kính Bạch Long có tổng chiều dài 632 m (2.073 ft), phần bắc qua vách núi dài 290 m (950 ft) và phần bắc qua vách đá dài 342 m (1.122 ft). Độ cao của cầu là 150 m (490 ft), tính từ sàn cầu đến đáy vực bên dưới. Chiều rộng của mặt cầu là 2,4 m (7,9 ft), trong đó phần phía trên vách đá rộng 1,5 m (4,9 ft). Sàn cầu được kết hợp từ 3 lớp kính cường lực Saint Gobain của Pháp, tổng độ dày của 3 lớp kính này là 40 mm (1,6 in). Ước tính, độ cao của cầu bằng khoảng một nửa Tháp Eiffel và dài gấp 1,5 lần Cầu Tháp Luân Đôn.
Cầu kính Bạch Long được kết nối từ hai hai trụ tháp, mỗi trụ cao 30 m (98 ft). Bên dưới mỗi trụ tháp được khoan sâu xuống 30 m (98 ft) bằng cáp chịu lực của Hàn Quốc. Toàn bộ hệ thống cáp treo đều được nhập khẩu từ Hàn Quốc. Mỗi bó cáp treo gồm 7 sợi, đường kính mỗi sợi là 50 mm (2,0 in). Tải trọng của cầu có thể chứa tối đa 450 người cùng lúc. Cầu có hệ thống âm thanh để tăng trải nghiệm và ánh sáng bắt mắt. Cầu khánh thành và mở cửa đón khách ngày 29 tháng 4 năm 2022. Đây là cầu kính thứ ba ở Việt Nam, sau cầu kính Tình Yêu (Sơn La) và cầu kính Rồng Mây (Lai Châu), đồng thời được coi là cầu kính dài nhất thế giới.

## Du lịch

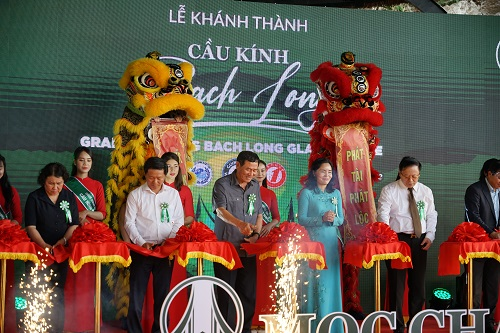
Lễ khai trương cầu kính Bạch Long, 28 tháng 5 năm 2022

Cầu kính Bạch Long là một địa điểm thu hút khách du lịch. Cầu mở cửa đón khách từ 8 giờ sáng đến 17 giờ 30 phút chiều (giờ địa phương). Vào những ngày bình thường, bảng giá dịch vụ tham quan cầu là 350 nghìn đồng đối với trẻ em và 550 nghìn đồng mỗi người lớn. Ngày cuối tuần và dịp lễ giá vé là 450 nghìn đồng đối với trẻ em và 650 nghìn đồng mỗi người lớn. Theo quy định thì trẻ em có chiều cao dưới 1 m được miễn vé. Người dân sống trên địa bàn tỉnh Sơn La, người có công và người trên 60 tuổi được hưởng ưu đãi giá vé thấp hơn mức quy định. Nhiều ý kiến trên mạng xã hội nhận định mức vé này là quá cao so với các công trình du lịch khác ở tỉnh Sơn La. Tuy nhiên, theo thống kê của đại diện khu du lịch, trong dịp khánh thành cầu và lễ 30 tháng 4, cầu có 15.000 lượt khách đến tham quan.
Cầu kính Bạch Long nằm trong quần thể khu du lịch Mộc Châu Island. Ngoài cầu kính, quần thể du lịch này còn có các hạng mục phụ trợ khác hệ thống nhà hàng Tabamboo làm bằng tre, hang động Chim Thần, Zipline, đường trượt Air Sline và khu vui chơi ngoài trời Bouncing Clound.

## Kỷ lục
Ngày 28 tháng 5 năm 2022, Tổ chức Kỷ lục Guinness trao chứng nhận "Cầu kính đi bộ dài nhất thế giới" cho cầu Bạch Long.